# Podgorni (Zàssovskaia)
|  | Per a altres significats, vegeu «Podgorni». |

Podgorni - Подгорный (rus) és un possiólok del krai de Krasnodar, a Rússia. Es troba a la vora dreta del Kuksa, afluent per la dreta del Labà, tributari del riu Kuban. És a 28 km al sud-est de Labinsk i a 165 km al sud-est de Krasnodar.
Pertany a l'stanitsa de Zàssovskaia.